# Ectephrina semilutata
Ectephrina semilutata là một loài bướm đêm trong họ Geometridae.